# José Armando Bermúdez
Para su nieto, el tercer presidente de J. Armando Bermúdez & Co., vea José Armando Bermúdez (1928-2014). Para el parque nacional de mismo nombre, vea Parque nacional José Armando Bermúdez.
José Armando Bermúdez Rochet (1871–1941) fue un empresario dominicano y fundador de la empresa licorera J. Armando Bermúdez & Co., que produce el ron Bermúdez. El parque nacional José Armando Bermúdez está nombrado en su honor.
Nació el 28 de abril de 1871; sus padres eran Erasmo Bermúdez Jiménez (1825-1907), inmigrante venezolano, y Petronila Rochet Gómez (1839–1889), hija de un inmigrante francés. Casó en 1899 con Ana Luisa Ramos de Peña y engendró a 6 hijos, todos varones: José Ignacio (1899-1968), Aquiles (1901-1970), Domingo Octavio (1902-1967), Luis Francisco "Frank" (1904-1949), Víctor Manuel "Tontón" (1906-1959) y Fernando Arturo (1909-1955).
Bermúdez falleció el 4 de octubre de 1941.